# William H. King
William Henry King (3 juin 1863 - 27 novembre 1949) était un avocat américain, homme politique, juriste de Salt Lake City dans l'Utah. Membre du Parti démocrate, il représente l'Utah au Sénat de 1917 à 1941. 

## Biographie
Il a fait partie de la sous-commission Overman Committee du Sénat des États-Unis. Il a été Président pro tempore du Sénat des États-Unis.